# Roberto Frinolli
Roberto Frinolli (Italia, 13 de noviembre de 1940) fue un atleta italiano especializado en la prueba de 400 m vallas, en la que consiguió ser campeón europeo en 1966.

## Carrera deportiva
En el Campeonato Europeo de Atletismo de 1966 ganó la medalla de oro en los 400 m vallas, con un tiempo de 49.8 segundos, llegando a meta por delante del alemán Gerd Lossdorfer y del francés Robert Poirier (bronce con 50.5 segundos).